# Bahariyaïta
La bahariyaïta és un mineral de la classe dels òxids.

## Característiques
La bahariyaïta és un òxid de fórmula química KMnO₄. Va ser aprovada com a espècie vàlida per l'Associació Mineralògica Internacional l'any 2020, i encara resta pendent de publicació. Cristal·litza en el sistema ortoròmbic.

## Formació i jaciments
Va ser descoberta als oasis de Bahariya, a la Governació de Guiza (Egipte), sent l'únic a tot el planeta on ha estat descrita aquesta espècie mineral.